# 長谷川圭一
長谷川 圭一（、1962年2月1日 - ）は、日本の脚本家。静岡県熱海市出身。

## 来歴
日本大学芸術学部映画学科卒業後、未公開映画『朽ちた手押し車』で助監督デビュー。その後は『太陽にほえろ!』末期シリーズに参加後、美術部に転じて10年以上、小道具・装飾係などの美術スタッフを務め、『ゴリラ・警視庁捜査第8班』『バトルヒーター』『丹波哲郎の大霊界 死んだらどうなる』『1999年の夏休み』『ガメラ 大怪獣空中決戦』『ガメラ2 レギオン襲来』など多数の作品に参加する。
1997年、前述の『大怪獣空中決戦』に参加した流れで、本編装飾スタッフとしても参加していた『ウルトラマンティガ』にて、脚本家として参加したい想いを抑えきれず、監督やプロデューサーに過去に書いた脚本を読んでもらい、同作品の第22話「霧が来る」で脚本家デビュー。同年放送の『ウルトラマンダイナ』で初のメインライターを務め、翌1998年の『デビルマンレディー』第11話「箱」からはアニメ作品の脚本も執筆するようになる。

## 人物
実家は旅館の出入り業者で、母子家庭で育った。父は死んだと聞かされていたが、中学時代に離婚していたことを知る。また幼いころは、周囲から「怪獣キチガイ」と言われ、投石されるなど重度ないじめを経験した。
装飾スタッフ時代は、仕事の合間にリフレッシュも兼ねて『世にも奇妙な物語』のシナリオ応募用の物語や、『ウルトラセブン』のその後を想定したハードなオリジナルの台本を書き続け、そのうちの数本は『ティガ』で書いたシナリオの原型となる。この脚本は、『ガメラ』などの監督を務めた金子修介にも読んでもらい、「脚本家になりたいなら続けた方がいい」と助言を受けていた。
デビュー当初は、シナリオコンクールにも参加していたが落選。自分にはウルトラマンしか書けないと思っていたが、「自分が実際書くと、逆にウルトラマンっぽい話にならないので悩んだ」と語っている。
好きなジャンルとしては、時空を超えた悲恋話やラブストーリーを挙げており、作品別では『新世紀エヴァンゲリオン』のファンを公言している。
金子は、長谷川について特撮に対する情熱や馬力があると評しており、『ゴジラ・モスラ・キングギドラ 大怪獣総攻撃』で起用した理由に挙げている。金子が監督した『ガメラ 大怪獣空中決戦』では、デザイナーの及川一の誘いで、美術助手として参加していた長谷川が大道具の準備をしながら怪獣映画に参加できることを喜んで大騒ぎしていたと証言している。

## 作風
幼少時代の実体験や思想から、人間の悪さや心の闇、怨念が絡んだ設定を作品に盛り込むことが多く、ハードかつシリアスで重いテーマを扱ったエピソードが多い。特に「正義感の暴走」というテーマは、初のメインを飾った『ダイナ』最終三部作の時期から現れており、『ティガ』で「人間ウルトラマン」というテーマが掲げられた際に「ウルトラマンも怪物も紙一重の存在であり、完璧な超人ではなく人間がコントロールできない力の存在」といったスタンスを取っていた。
アニメデビュー作となった『デビルマンレディー』には多大な影響を受けたと語っており、映画『ウルトラマンティガ THE FINAL ODYSSEY』や『ウルトラマンネクサス』では「デビルマンの世界とウルトラマンの世界を融合させたいという気持ちがあった。感情移入じゃなくて恐怖の対象としての怪獣とウルトラマンを見つめなおし、ウルトラマンの中の闇の部分に踏み込んでいった」と語る一方で、「それはヒーローものとして正しかったかどうか」と述懐している。
また、使用頻度の少なかったアイテムやゲストキャラクターの再登場を好んでおり、これは装飾スタッフ出身ゆえに小道具や登場人物への思い入れが強いためだという。また『ウルトラマンメビウス』では、GUYSクルー全員の主役回を書くことと、マイナー怪獣を登場させることを自身のテーマとしていた。
子供を中心として感動的な展開とする手法を得意としており、ファンの間ではこれを「長谷川ブシ」と称している。
前述のように極太な作劇を見せる一方で、当時小学生だった長男から「よくこんなホン通ったね」と言われたという。

## エピソード

### ウルトラシリーズ
- 『ウルトラマンガイア』では、戦う相手である「根源破滅招来体」のイメージが各脚本家に委ねられたため、長谷川は超空間波動怪獣メザードを設定して自身の脚本に4回登場させたが、余りにも出し過ぎたため、同作品に参加していた脚本家の川上英幸に怒られたという[26]。

## 作品リスト

### テレビ

#### 特撮
- ウルトラシリーズ
  - ウルトラマンティガ（1996年 - 1997年）全52話中8本執筆※デビュー作[注釈 3]
  - ウルトラマンダイナ（1997年 - 1998年、メインライター）全51話中14本執筆
  - ウルトラマンガイア（1998年 - 1999年）全51話中8本執筆
  - ウルトラマンコスモス（2001年 - 2002年）全65話中2本執筆
  - ウルトラマンネクサス（2004年 - 2005年、シリーズ構成兼任）全37話中15本執筆
  - ウルトラマンメビウス（2006年 - 2007年）全50話中9本執筆
  - ULTRASEVEN X（2007年）第8話のみ
  - ウルトラギャラクシー大怪獣バトル（2007年 - 2008年）全13話中4本執筆
  - ウルトラギャラクシー大怪獣バトル NEVER ENDING ODYSSEY（2008年 - 2009年）全13話中3本執筆
  - ウルトラマンギンガ（2013年、シリーズ構成兼任）全11話中5本執筆
- キューティーハニー THE LIVE（2007年 - 2008年）第12話のみ
- 仮面ライダーシリーズ
  - 仮面ライダーW（2009年 - 2010年）全49話中20本執筆
  - 仮面ライダーフォーゼ（2011年 - 2012年）全48話中8本執筆
  - 仮面ライダードライブ（2014年 - 2015年）全48話中14本執筆
  - 仮面ライダーゴースト（2015年 - 2016年）全50話中14本執筆
  - 仮面ライダーセイバー（2020年 - 2021年）全48話中19本執筆[注釈 4]
  - 仮面ライダーガッチャード（2023年 - 2024年、メインライター）[27]全50話22本執筆
- スーパー戦隊シリーズ
  - ナンバーワン戦隊ゴジュウジャー（2025年）

#### テレビドラマ
- マジすか学園3（2012年）
- AKBホラーナイト アドレナリンの夜（2015年 - 2016年）
- 霊魔の街（2017年、メインライター）

#### アニメ
- デビルマンレディー（1998年 - 1999年）
- THE ビッグオー（1999年 - 2000年）
- ゾイド -ZOIDS-（1999年 - 2000年）
- ZOIDS新世紀Ø（2001年）
- 奇鋼仙女ロウラン（2002年 - 2003年）
- ロックマンエグゼ（2002年 - 2003年）
- アストロボーイ・鉄腕アトム（2003年 - 2004年、メインライター[28]）
- 火の鳥（2004年）
- ガイキング LEGEND OF DAIKU-MARYU（2005年 - 2006年）
- ゲゲゲの鬼太郎（第5作）（2007年 - 2009年、第26話までのシリーズ構成兼任）
- 墓場鬼太郎（2008年）
- VIPER'S CREED（2009年）
- 神撃のバハムート GENESIS（2014年、シリーズ構成）
- SSSS.GRIDMAN（2018年、全話執筆)
- ゲゲゲの鬼太郎（第6作）（2018年 - 2020年）
- SSSS.DYNAZENON（2021年、全話執筆)[29]

### 映画
- ウルトラシリーズ
  - ウルトラマンティガ&ウルトラマンダイナ 光の星の戦士たち（1998年）
  - ウルトラマンティガ・ウルトラマンダイナ&ウルトラマンガイア 超時空の大決戦（1999年）
  - ウルトラマンティガ THE FINAL ODYSSEY（2000年）
  - ウルトラマンコスモス2 THE BLUE PLANET（2002年）※川上英幸と共同。
  - ウルトラマンコスモス2 THE BLUE PLANET ムサシ(13才)少年編（2002年）※川上英幸と共同。
  - ウルトラマンコスモスVSウルトラマンジャスティス THE FINAL BATTLE（2003年）※川上英幸と共同。
  - ULTRAMAN（2004年）
  - ウルトラマンメビウス&ウルトラ兄弟（2006年）
  - 大決戦!超ウルトラ8兄弟（2008年）※避難所の負傷者として、カメオ出演
  - ウルトラマンサーガ（2012年）
  - ウルトラマンギンガ 劇場スペシャル（2013年）※シリーズ構成
  - ウルトラマンギンガ 劇場スペシャル ウルトラ怪獣☆ヒーロー大乱戦!（2014年）※シリーズ構成
- ゴジラ・モスラ・キングギドラ 大怪獣総攻撃（2001年）[5]※横谷昌宏、金子修介と共同。
- TAKAMINE〜アメリカに桜を咲かせた男〜（2011年）
- ぼくが処刑される未来（2012年）
- 009ノ1（2013年）
- グリッドマン ユニバース（2023年）[30]
- 映画 仮面ライダーガッチャード ザ・フューチャー・デイブレイク（2024年）[31]

### オリジナルビデオ
- 仮面ライダーW RETURNS 仮面ライダーアクセル（2011年）[注釈 5]
- 仮面ライダードライブ シークレット・ミッション type TV-KUN（タイプ・てれびくん） ハンター&モンスター! 超怪盗の謎を追え!（2014年）
- 仮面ライダードライブ シークレット・ミッション type ZERO 第0話 カウントダウン to グローバルフリーズ（2014年）
- ドライブサーガ 仮面ライダーマッハ（2016年）

### 小説
- 小説・ウルトラマンダイナ 平和の星・ジ・アザー（2000年、オークラ出版、2019年にオークラ出版文庫より再販）
- 小説 仮面ライダードライブ マッハサーガ（2016年、講談社キャラクター文庫）※監修。執筆は大森敬仁。
- 小説 ティガ・ダイナ＆ウルトラマンガイア　超時空のアドベンチャー（2018年、講談社キャラクター文庫）
- ウルトラマンダイナ 未来へのゼロドライブ（2020年、早川書房）※谷崎あきらと共筆。
- 便女神（2021年、ブイツーソリューション）

### 漫画原作
- 炎魔 火魅女（2023年、ドラドラしゃーぷ＃）[32]

### その他
- ネット版 仮面ライダーフォーゼ みんなで授業キターッ！（2012年、ネットムービー）
- ULTRAMAN SUIT ANOTHER UNIVERSE Episode:TIGA（2019年、フォトストーリー）[33] ※設定協力：谷崎あきら
- ULTRAMAN SUIT ANOTHER UNIVERSE Episode:ZERO（2021年）
- 冥黒の黙示録 ラケシス（2025年、配信ドラマ）[34]